# Andy Awford
Andrew Terry Awford, couramment appelé Andy Awford, est un footballeur puis entraîneur anglais, né le 14 juillet 1972 à Worcester, Angleterre. Évoluant au poste de défenseur, il est principalement connu pour ses saisons comme joueur et comme entraîneur à Portsmouth ainsi que pour avoir été sélectionné en Angleterre espoirs.
Il est célèbre aussi pour détenir le record du joueur le plus jeune à avoir joué un match de FA Cup, à 15 ans et 88 jours, pour une victoire 3-1 de son club Worcester City (en) contre Boreham Wood, lors du 3e tour de l'édition 1987-88.

## Biographie

### Carrière de joueur
Natif de Worcester, il commence sa carrière dans le club local (en), avant de devenir professionnel en s'engageant pour Portsmouth à l'âge de 16 ans. Il y reste 11 saisons, y jouant presque 400 matches officiels, dont 313 en championnat. Il atteint les demi-finales de la FA Cup en 1992, éliminé par Liverpool aux tirs au but. Il est élu Joueur de l'année par les supporteurs du club en 1998.
En 1994, une série de blessures l'éloigne des terrains pendant 14 mois. C'est de nouveau des blessures récurrentes qui l'incitent à mettre un terme à sa carrière en 2000 à l'âge de 28 ans, son dernier match ayant lieu le 4 novembre 2000, une rencontre contre QPR.

### Carrière internationale
En 1992 et 1993, il obtient dix sélections en équipe d'Angleterre espoirs.

### Carrière d'entraîneur
Dès sa retraite de joueur, il décide de rester dans l'encadrement de son club de cœur, en devenant recruteur puis entraîneur de la réserve de Portsmouth. En avril 2006, il est nommé entraîneur-adjoint d'Oxford United sous la direction de Jim Smith, son ancien entraîneur à Portsmouth.
De juin 2008 à janvier 2009, il est l'entraîneur-adjoint de Bognor Regis Town (en) sous la direction de Mick Jenkins.
Il arrête quelque temps son travail dans le football, pour se consacrer à son autre profession de professeur d'EPS à Petersfield. Il prend ensuite le poste d'entraîneur du centre de formation de Portsmouth en février 2011. Quand, en novembre 2012, Guy Whittingham est nommé entraîneur de Portsmouth pour assurer l'intérim à la suite du départ de Michael Appleton (en) à Blackpool, Awford est promu au poste d'entraîneur-adjoint de l'équipe première. Les deux hommes sont finalement maintenus de manière définitive, leur intérim s'étant bien déroulé.
En juin 2013, il obtient ses diplômes lui permettant d'être entraîneur principal en Football League et occupe d'ailleurs ce poste à Portsmouth, en novembre 2013, pour assurer l'intérim à la suite du renvoi de Whittingham, intérim qui dure jusqu'au 9 décembre 2013 et l'arrivée de Richie Barker (en). Awford récupère alors son poste d'entraîneur du centre de formation.
Le 27 mars 2014, Portsmouth et Barker se séparent, et Awford est de nouveau appelé pour assurer l'intérim pour la fin de la saison 2013-14. Il remporte alors ses cinq premiers matches à la tête du club, évitant ainsi à l'équipe une relégation et une sortie de la Football League qui les menaçait, et est même élu entraîneur du mois (en) de la League Two pour le mois d'avril 2014. Ainsi, le 1er mai 2014, son intérim est transformé en véritable contrat d'un an avec reconduction.
Il remporte de nouveau la distinction d'entraîneur du mois (en) de la League Two pour le mois de février 2015. Mais la situation se dégrade et Portsmouth et Awford trouvent un arrangement pour mettre un terme à leur collaboration le 13 avril 2015.
Le 26 juin 2015, Awford rejoint Luton Town comme entraîneur du centre de formation. Il assure l'intérim à la tête de l'équipe première entre le renvoi de John Still (en) en décembre 2015 et l'arrivée de Nathan Jones (en) en janvier 2016.
Son fils, Nick (en), est lui aussi footballeur professionnel. Formé au centre de formation de Portsmouth (en), il a joué notamment pour l'équipe première et pour Havant & Waterlooville.

#### Statistiques
Au 6 janvier 2016.
| Équipe               | Depuis           | Jusqu'au        | Matches | Victoires | Nuls | Défaites | % Victoires |
| -------------------- | ---------------- | --------------- | ------- | --------- | ---- | -------- | ----------- |
| Portsmouth (intérim) | 25 novembre 2013 | 9 décembre 2013 | 3       | 0         | 2    | 1        | 0,00        |
| Portsmouth (intérim) | 27 mars 2014     | 1er mai 2014    | 7       | 5         | 2    | 0        | 71,43       |
| Portsmouth           | 1er mai 2014     | 13 avril 2015   | 48      | 15        | 15   | 18       | 31,25       |
| Luton Town (intérim) | 17 décembre 2015 | 6 janvier 2016  | 4       | 1         | 1    | 2        | 25,00       |

## Palmarès

### Comme joueur
- Portsmouth :
  - Joueur de l'année par les supporteurs du club : 1998

### Comme entraîneur
- Portsmouth :
  - Entraîneur du mois (en) de la League Two : avril 2014, février 2015